# Liste der Stolpersteine in Freiburg-Neuburg
Die Liste der Stolpersteine in Freiburg-Neuburg führt die besonderen Pflastersteine in Gehwegen, die an die Opfer der nationalsozialistischen Diktatur im Stadtteil Neuburg von Freiburg im Breisgau erinnern sollen. Die Stolpersteine sind ein Projekt des Künstlers Gunter Demnig. Mit diesen kleinen Gedenktafeln soll an das Schicksal der Menschen erinnert werden, die während des Nationalsozialismus ermordet, deportiert, vertrieben oder in den Suizid getrieben wurden.
Stolpersteine sind kubische Betonsteine mit einer Kantenlänge von zehn Zentimetern, auf deren Oberseite sich eine individuell beschriftete Messingplatte befindet. Sie werden in der Regel vor den letzten frei gewählten Wohnhäusern der NS-Opfer niveaugleich in die Pflaster der Gehwege eingelassen. Mittlerweile gibt es über 100.000 Stolpersteine (Stand: März 2024) nicht nur in Deutschland, sondern auch in 30 weiteren europäischen Ländern. Die Stolpersteine sind das größte dezentrale Mahnmal der Welt.
Der erste Stolperstein von Freiburg wurde in der Goethestraße 33 verlegt. Diese Verlegung fand am 22. Oktober 2002 statt.
Weitere Stolpersteine der Stadt finden sich in:
- Liste der Stolpersteine in der Altstadt von Freiburg im Breisgau
- Liste der Stolpersteine in Freiburg-Wiehre
- Liste der Stolpersteine in den Freiburger Außenbezirken

## Verlegte Stolpersteine
| Bild | Inschrift | Verlegeort                           | Verlege- datum | Name, Leben, Bemerkungen |
| --- | --- | ------------------------------------ | -------------- | --- |
| | HIER WOHNTE EUGENIE ADELHEID DISCHLER GEB. SAUTER JG. 1878 EINGEWIESEN 1914 HEILANSTALT EMMENDINGEN 'VERLEGT' 23.9.1940 GRAFENECK ERMORDET 23.9.1940 | Karlstraße 10 (Lage)                 | 14. Sep. 2012  | Eugenie Adelheid Dischler geb. Sauter (1878–1940) |
| | HIER WOHNTE EMMA DREIFUSS GEB. VEIT JG. 1858 DEPORTIERT 1940 GURS ERMORDET 23.1.1941                                                                 | Friedrichring 31 (Lage)              | Juli 2003      | Emma Dreifuss (1858–1941) |
| | HIER WOHNTE JOSEF DREIFUSS JG. 1884 DEPORTIERT 1938 KZ DACHAU ÜBERLEBT TOT 1951                                                                      | Friedrichring 31 (Lage)              | Juli 2003      | Josef Dreifuss (1884–1951) |
| | HIER WOHNTE DR. JAKOB DREYFUSS JG. 1882 DEPORTIERT 1940 GURS TOT 9.12.1941 IN RIVESALTES                                                             | Röderstraße 7 (Lage)                 | April 2003     | Dr. Jakob Dreyfuss (1882–1941) |
| [ 9 ] | HIER WOHNTE JULIUS ELSNER JG. 1879 DEPORTIERT 1940 GURS TOT 22.3.1941                                                                                | Ernst-Zermelo-Straße 1 (Lage)        | April 2003     | Julius Elsner (1879–1941) |
| | HIER WOHNTE SOFIE EPPSTEIN JG. 1894 DEPORTIERT 1940 GURS TOT IN AUSCHWITZ                                                                            | Merianstraße 41 (Lage)               | April 2003     | Sofie Eppstein (1894–1940/45) |
| | HIER WOHNTE ESTHER EPSTEIN GEB. KATZENSTEIN JG. 1884 FLUCHT 1936 ITALIEN VERHAFTET 4.3.1941 INTERNIERT MAILAND 1944 AUSCHWITZ ERMORDET               | Friedrichstraße 51 (Lage)            | Sep. 2015      | Esther Epstein geb. Katzenstein (1884–1944) |
| | HIER WOHNTE JOSEPH EPSTEIN JG. 1915 STUDIENVERBOT 1933 FLUCHT 1933 SCHWEIZ AUSGEWIESEN / RÜCKKEHR 1936 POLEN 1941 KANADA, USA                        | Friedrichstraße 51 (Lage)            | Sep. 2022      | Joseph Epstein (1915–) |
| | HIER WOHNTE KAROLINE EPSTEIN JG. 1909 FLUCHT 1936 PALÄSTINA                                                                                          | Friedrichstraße 51 (Lage)            | Sep. 2022      | Karoline Epstein (1909–) |
| | HIER WOHNTE LINA EPSTEIN GEB. WEIL JG. 1896 FLUCHT 1939 FRANKREICH INTERNIERT DRANCY DEPORTIERT 1942 AUSCHWITZ ERMORDET 1942                         | Stefan-Meier-Straße 4–6 (Lage)       | April 2013     | Lina Epstein geb. Weil (1896–1942) |
| | HIER WOHNTE MARIANNE EPSTEIN JG. 1925 FLUCHT 1939 FRANKREICH INTERNIERT DRANCY DEPORTIERT 1942 AUSCHWITZ ERMORDET 1942                               | Stefan-Meier-Straße 4–6 (Lage)       | April 2013     | Marianne Epstein (1925–1942) |
| | HIER WOHNTE MINA EPSTEIN VERH. KLIBANSKY JG. 1918 SCHULVERBOT 1933 FLUCHT 1936 ITALIEN 1938 FRANKREICH VERSTECKT ÜBERLEBT LYON                       | Friedrichstraße 51 (Lage)            | Sep. 2022      | Mina Epstein verh. Kliebensky (1918–) |
| | HIER WOHNTE SIEGFRIED EPSTEIN JG. 1885 'SCHUTZHAFT' 1938 DACHAU FLUCHT 1939 FRANKREICH INTERNIERT DRANCY DEPORTIERT 1942 AUSCHWITZ ERMORDET 1942     | Stefan-Meier-Straße 4–6 (Lage)       | April 2013     | Siegfried Epstein (1885–1942) |
| | HIER WOHNTE SIEGFRIED EPSTEIN JG. 1910 FLUCHT 1936 PAläSTiNA                                                                                         | Friedrichstraße 51 (Lage)            | Sep. 2022      | Siegfried Epstein (1910–) |
| | HIER WOHNTE SIMON EPSTEIN JG. 1879 GESCHÄTSBOYKOTT 1933 FLUCHT 1936 ITALIEN VERHAFTET 4.3.1941 INTERNIERT MAILAND 1944 AUSCHWITZ ERMORDET            | Friedrichstraße 51 (Lage)            | Sep. 2015      | Simon Epstein (1879–1944) |
| | HIER WOHNTE RICHARD FEIST JG. 1874 DEPORTIERT 1940 GURS TOT 8.2.1945 IN CHAMBERY                                                                     | Schöneckstraße 6 (Lage)              | Okt. 2003      | Richard Feist (1874–1945) |
| | HIER WOHNTE MATHILDE FEIST GEB. HOLLÄNDER JG. 1881 DEPORTIERT 1940 GURS ÜBERLEBT                                                                     | Schöneckstraße 6 (Lage)              | Okt. 2003      | Mathilde Feist geb. Holländer (1881–) |
| | HIER WOHNTE CHASKEL FRANK JG. 1883 DEPORTIERT 1938 KZ DACHAU GURS ERMORDET IN AUSCHWITZ                                                              | Rheinstraße 19 (Lage)                | April 2003     | Chaskel Frank (1883–1944/45) Für Chaskel Frank wurde auch ein Stolperstein in der Salzstraße verlegt. (siehe Liste der Stolpersteine in der Altstadt von Freiburg im Breisgau)                                                                                                  |
| | HIER WOHNTE JULIUS FRIEDBERG JG. 1875 DEPORTIERT 1938 KZ DACHAU ERMORDET 24.12.1938                                                                  | Friedrichstraße 47 (Lage)            | Juli 2003      | Julius Friedberg (1875–1938) |
| | HIER WOHNTE PAULA ROSA FÜRTH GEB. HIRSCH JG. 1878 DEPORTIERT 1940 GURS ERMORDET AM 19.12.1941 IN RÉCÉBÉDOU                                           | Rheinstraße 15 (Lage)                | Juli 2003      | Paula Rosa Fürth geb. Hirsch (1878–1941) |
| | HIER WOHNTE SIMON FÜRTH JG. 1863 DEPORTIERT 1940 GURS ERMORDET 10.11.1940                                                                            | Rheinstraße 15 (Lage)                | Juli 2003      | Simon Fürth (1863–1940) |
| Bild gesucht | HIER WOHNTE KONRAD GOLDMANN JG. 1872 FLUCHT 1933 SCHWEIZ ERMORDET 15.7.1942 KZ DRANCY                                                                | Mozartstraße 30                      | Jan. 2005      | Konrad Goldmann (1872–1942) war Besitzer der Freiburger Draht- und Kabelwerke an der Wentzingerstraße und Vorsitzender des Jüdischen Landwirtschaftsverbands Der Pflug (Hamachreschah).                                                                                         |
| Bild gesucht | HIER WOHNTE ROBERTINA GOLDMANN GEB. KATZ JG. 1875 TOT 24.7.1934                                                                                      | Mozartstraße 14 (Lage)               | Jan. 2005      | Robertina Goldmann geb. Katz (1875–1940) |
| | HIER LEHRTE GEORG VON HEVESY JG. 1885 BERUFSVERBOT 1934 FLUCHT 1934 DÄNEMARK 1943 SCHWEDEN                                                           | Albertstraße 23 (Lage)               | 16. Juli 2014  | Georg von Hevesy (1885–1966) war Chemiker. Er wurde 1943 mit dem Nobelpreis ausgezeichnet. Vor der ehemaligen Wohnung von Georg von Hevesy in der Rosastraße wurde ebenfalls ein Stolperstein verlegt. (siehe Liste der Stolpersteine in der Altstadt von Freiburg im Breisgau) |
| | HIER WOHNTE ROBERT HIRSCH JG. 1905 DEPORTIERT 1940 GURSERMORDET IN AUSCHWITZ                                                                         | Rheinstraße 15 (Lage)                | Sep. 2007      | Robert Hirsch (1905–1940/45) |
| | HIER WOHNTE MATHILDE HIRSCH-SCHLESINGER GEB. STRAUSS JG. 1905 DEPORTIERT 1942 ERMORDET 1942 IN AUSCHWITZ                                             | Rheinstraße 15 (Lage)                | Sep. 2007      | Mathilde Hirsch-Schlesinger geb. Strauss (1905–1942) |
| Bild gesucht | HIER WOHNTE ELSA LANG JG. 1884 DEPORTIERT 1940 GURS ERMORDET IN AUSCHWITZ                                                                            | Stefan-Meier-Straße 15 (Lage)        | Jan. 2004      | Elsa Lang (1884–1940/45) |
| | HIER WOHNTE ANNY LEDERER GEB. WERTHEIMER JG. 1895 DEPORTIERT 1940 GURS ERMORDET IN AUSCHWITZ                                                         | Ernst-Zermelo-Straße 4               | Juli 2003      | Anny Lederer geb. Wertheimer (1895–1940/45) kein Stolperstein vorgefunden, 27.10.20 Andreas Schwarzkopf |
| | HIER WOHNTE LEOPOLD LEDERER JG. 1889 DEPORTIERT 1940 GURS ERMORDET IN AUSCHWITZ                                                                      | Ernst-Zermelo-Straße 4               | Juli 2003      | Leopold Lederer (1889–1940/45) kein Stolperstein vorgefunden, 27.10.20 Andreas Schwarzkopf |
| | HIER WOHNTE DR. MED. JOSEF LEVI JG. 1864 DEPORTIERT 1942 THERESIENSTADT TOT 24.1.1943                                                                | Karlstraße 2                         | Okt. 2003      | Dr. Josef Levi (1864–1943) |
| | HIER WOHNTE PAULA LEVI JG. 1888 DEPORTIERT 1940 GURS TOT 4.11.1941                                                                                   | Friedrichstraße 39                   | Okt. 2003      | Paula Levi (1888–1941) |
| | HIER WOHNTE SOFIE LEVI GEB. KIEFER JG. 1872 DEPORTIERT 1942 KZ THERESIENSTADT ÜBERLEBT EXIL IN PALÄSTINA                                             | Karlstraße 2                         | Juli 2004      | Sofie Levi geb. Kiefer (1872–) |
| | HIER WOHNTE ISIDOR LOEWE JG. 1892 DEPORTIERT 1940 GURS ERMORDET 1942 IN AUSCHWITZ                                                                    | Röderstraße 2 (Lage)                 | Okt. 2003      | Isidor Loewe (1892–1942) |
| | HIER WOHNTE THERESE LOEWY GEB. NEUBERGER JG. 1884 FREITOD 1940 VOR DER DEPORTATION                                                                   | Katharinenstraße 12 (Lage)           | April 2003     | Therese Loewy geb. Neuberger (1884–1940) Für Therese Loewy wurde auch in der Reichsgrafenstraße ein Stolperstein verlegt. (siehe Liste der Stolpersteine in Freiburg-Wiehre) |
| | HIER WOHNTE CÄCILIE MADELONG JG. 1875 DEPORTIERT 1942 THERESIENSTADT ERMORDET 1942 IN TREBLINKA                                                      | Karlstraße 15 (Lage)                 | Sep. 2007      | Cäcilie Madelong (1875–1942) |
| | HIER WOHNTE SIEGFRIED MAIER JG. 1897 DEPORTIERT 1939 KZ DACHAU ERMORDET 23.3.1940 IN BUCHENWALD                                                      | Rheinstraße 34 (Lage)                | Okt. 2003      | Siegfried Maier (1897–1940) |
| Bild gesucht Die Wikipedia wünscht sich an dieser Stelle ein Bild vom Ort mit diesen Koordinaten 47.998843 7.860321 . Motiv: Wintererstraße 6: Stolpersteine für das Ehepaar Michaelis sowie Edith Zistig Falls du dabei helfen möchtest, erklärt die Anleitung , wie das geht. BW | HIER WOHNTE ALMA MICHAELIS GEB. SELIGMANN JG. 1860 DEPORTIERT 1940 GURS FLUCHT TOT IN SCEAUX                                                         | Wintererstraße 6 (Lage)              | Jan. 2004      | Alma Michaelis geb. Seligmann (1860–1940/45) |
| | HIER WOHNTE DR. RICHARD MICHAELIS JG. 1855 DEPORTIERT 1940 GURS TOT 10.4.1941                                                                        | Wintererstraße 6 (Lage)              | Jan. 2004      | Dr. Richard Michaelis (1855/56–1941) war preußischer Reichsgerichtsrat. |
| Bild gesucht | HIER WOHNTE HEINRICH MÜLLER JG. 1876 ERSCHOSSEN 10.8.1943 21.15 UHR KZ SACHSENHAUSEN                                                                 | Katharinenstraße 15                  | Jan. 2004      | Heinrich Müller (1876–1943) |
| Bild gesucht | HIER WOHNTE LINA MÜLLER-STUMPP JG. 1901 ERSCHOSSEN 11.8.1943 22.25.UHR KZ SACHSENHAUSEN                                                              | Katharinenstraße 15                  | Jan. 2004      | Lina Müller-Stumpp (1901–1943) |
| Bild gesucht | HIER WOHNTE ERNST-DAVID REISS JG. 1875 DEPORTIERT 1940 GURS TOT 1942 IN AUSCHWITZ                                                                    | Stefan-Meier-Straße 15 (Lage)        | Jan. 2004      | Ernst David Reiss (1875–1942) |
| Bild gesucht | HIER WOHNTE HERMINE REISS GEB. LANG JG. 1882 DEPORTIERT 1940 GURS ERMORDET 1942 IN AUSCHWITZ                                                         | Stefan-Meier-Straße 15 (Lage)        | Jan. 2004      | Hermine Reiss geb. Lang (1882–1942) |
| Bild gesucht | HIER WOHNTE CHARLOTTE ROGE GEB. LEVY JG. 1876 DEPORTIERT 1940 GURS INTERNIERT NOÉ BEFREIT                                                            | Mozartstraße 8 (Lage)                | Sep. 2020      | Charlotte Roge geb. Levy (1876–) |
| Bild gesucht | HIER WOHNTE FRANZ EMIL ROGE JG. 1868 GEDEMÜTIGT / ENTRECHTET TOT 19.4.1936                                                                           | Mozartstraße 8 (Lage)                | Sep. 2020      | Franz Emil Roge (1868–1936) |
| | HIER WOHNTE DR. EUGEN ROTHSCHILD JG. 1875 DEPORTIERT 1940 GURS INTERNIERT NOÉ ERMORDET 31.1.1942                                                     | Hebelstraße 29 (Lage)                | Sep. 2015      | Dr. Eugen Rothschild (1875–1942) |
| Bild gesucht | HIER WOHNTE JOSEPHINE ANTONIE SCHÖNSTEIN JG. 1913 SEIT 1934 PATIENTIN IN HEILANSTALTEN 'VERLLEGT' 30.9.1940 GRAFENECK ERMORDET 30.9.1940 AKTION T4   | Habsburgerstraße 135                 | Juli 2014      | Josephine Antonie Schönstein (1913–1940) |
| | HIER WOHNTE DR. HEDWIG WEIL GEB. LION JG. 1880 DEPORTIERT 1942 THERESIENSTADT TOT 8.12.1942                                                          | Ludwigstraße 32 (Stadtgarten) (Lage) | 28. Sep. 2007  | Dr. Hedwig Weil geb. Lion (1880–1942) |
| | HIER WOHNTE EDITH ZISTIG GEB. MICHAELIS JG. 1855 FLUCHT 1934 FRANKREICH VERSTECKT GELEBT ÜBERLEBT                                                    | Wintererstraße 6 (Lage)              | Okt. 2016      | Edith Zistig (1894–) |